# 162nd Wing

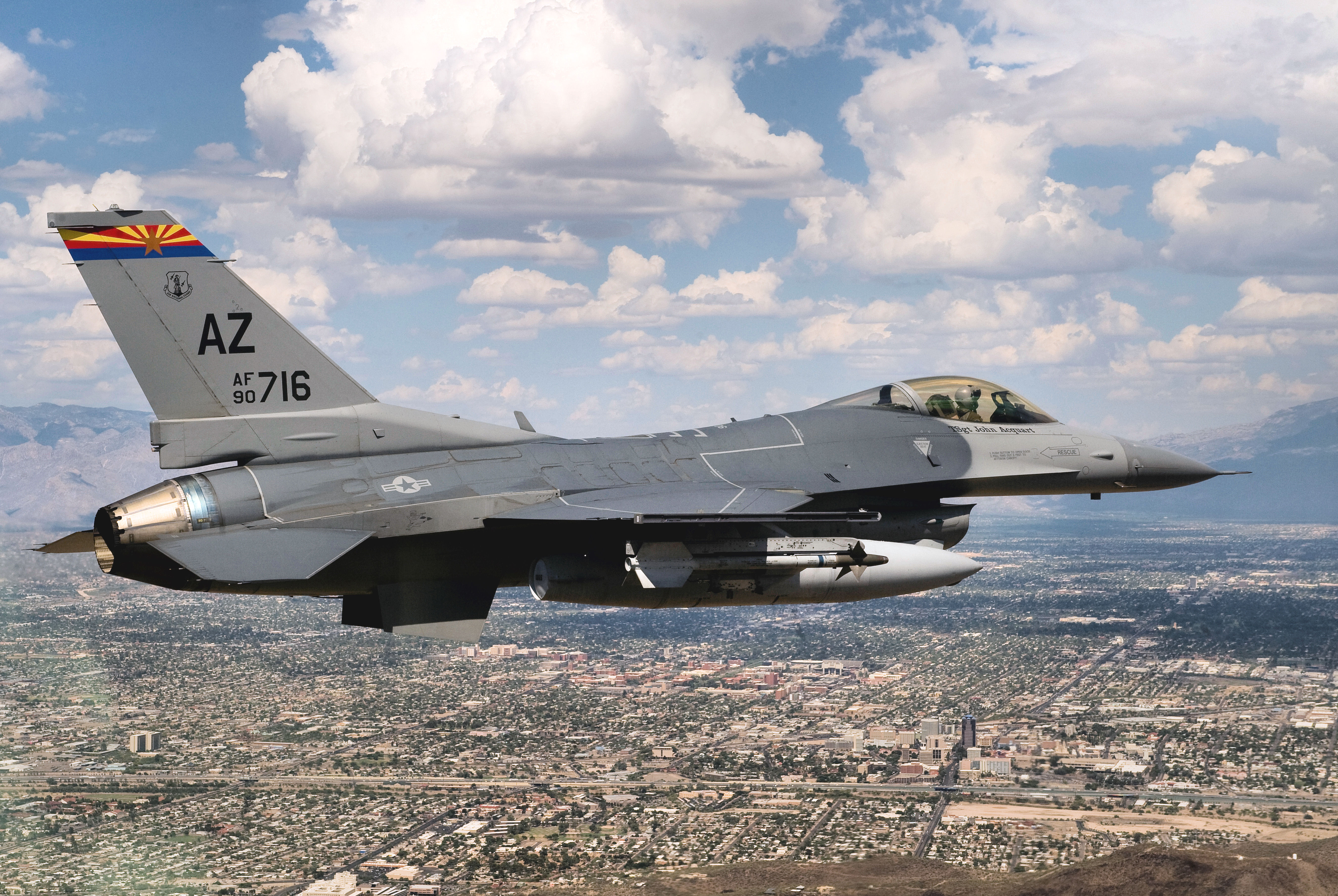
F-16C dello Stormo

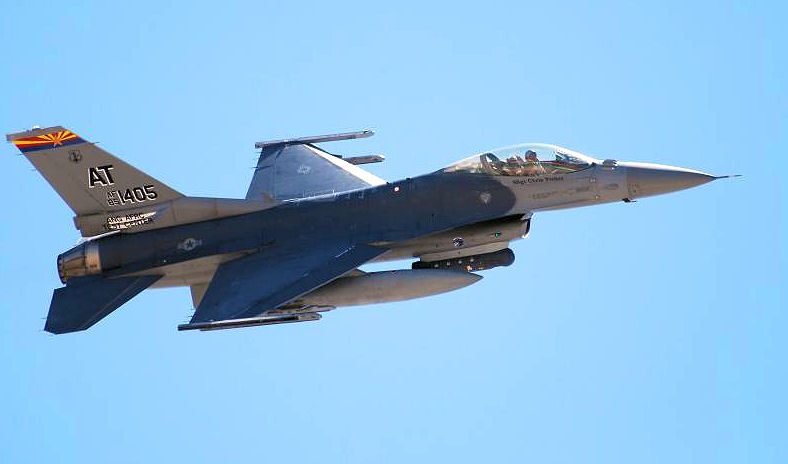
F-16C dell'AATC

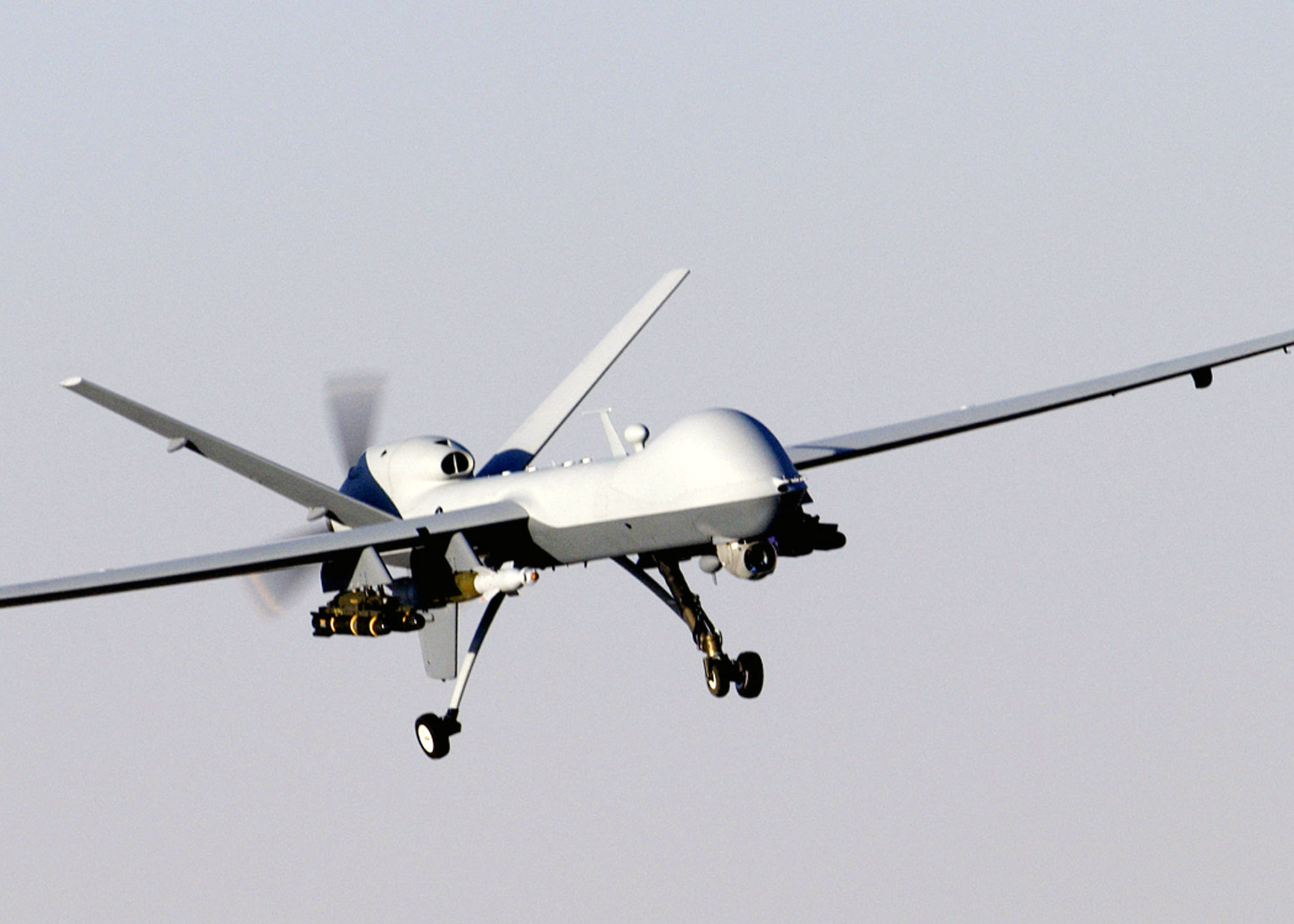
MQ-9 Reaper

Il 162nd Wing è uno Stormo composito della Arizona Air National Guard. Riporta direttamente all'Air Education and Training Command. Il suo quartier generale è situato presso la Tucson Air National Guard Base, Arizona.

## Organizzazione
Attualmente, al settembre 2017, esso controlla:
- 162nd Operations Group
  - 162nd Operations Support Squadron
  -  148th Fighter Squadron - Equipaggiato con F-16C/D
  -  152nd Fighter Squadron - Equipaggiato con F-16C/D
  -  195th Fighter Squadron - Equipaggiato con F-16C/D
  - 162nd Training Squadron
  - International Military Student Office (IMSO)
- 162nd Maintenance Group
  - 162nd Aircraft Maintenance Squadron
  - 162nd Maintenance Squadron
  - 162nd Maintenance Operations Flight
- 162nd Medical Group
- 162nd Mission Support Group
  - 162nd Security Forces Squadron
  - 162nd Civil Engineer Squadron
  - 162nd Communications Flight
  - 162nd Force Support Squadron
  - 162nd Logistics Readiness Squadron
  - 162nd Contracting Office
- 162nd Wing Alert Detachement, Davis-Monthan Air Force Base, Arizona
- Total Force Training Center, Davis-Monthan Air Force Base, Arizona
- Air National Guard Air Force Reserve Command Test Center, Tucson Air National Guard Base, Arizona, codice visivo di coda AT - Equipaggiato con 7 F-16C
- 214th Attack Group, Davis-Monthan Air Force Base, Arizona
  - 214th Operations Support Squadron
  - 214th Attack Squadron - Equipaggiato con MQ-9 Reaper